# Syrovín
Syrovín är en ort i Tjeckien.   Den ligger i regionen Södra Mähren, i den östra delen av landet, 240 km sydost om huvudstaden Prag. Syrovín ligger 235 meter över havet och antalet invånare är 382.
Terrängen runt Syrovín är platt åt sydost, men åt nordväst är den kuperad.Runt Syrovín är det tätbefolkat, med 257 invånare per kvadratkilometer. Närmaste större samhälle är Uherské Hradiště, 15,1 km öster om Syrovín. Trakten runt Syrovín består till största delen av jordbruksmark.